# 尤金·麥卡錫

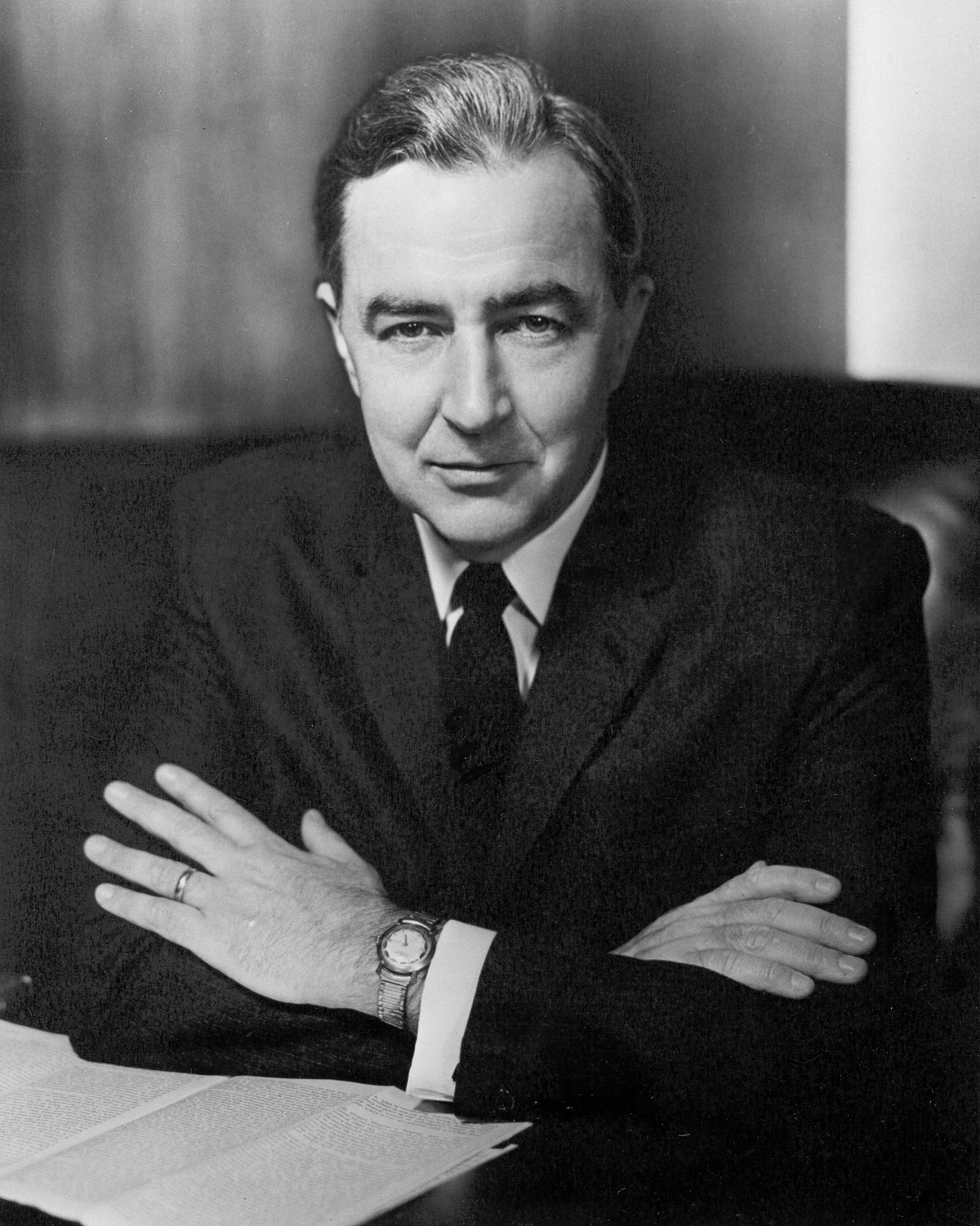
尤金·麥卡錫

尤金·约瑟夫·“吉恩”·麥卡錫（1916年3月29日—2005年12月10日），美国政治家，来自明尼苏达州的国会议员。1949年至1959年任联邦众议员，1959年至1971年任联邦参议员。
在1968年美国总统选舉中，麦卡锡试图获得民主党候选人提名未果，他的竞选纲领是反对越南战争。他总共五次参加美国总统大选，然而未获得民主党提名，也不是民主黨具競爭性的總統候選人。由於反對吉米·卡特加上認為其政策差勁，在1980年美國總統选舉中，他決定支持里根。在1982年再度參與參議員選舉，但再度敗選。